# Elmer Acevedo
Élmer Ángel Acevedo (Chanmico, 1949. január 27. – Acajutla, 2017. augusztus 30.) válogatott salvadori labdarúgó, hátvéd.

## Pályafutása
1966 és 1972 között a CD FAS csapatának labdarúgója volt.
Részt vett az 1968-as mexikóvárosi olimpián, ahol egy csoportmérkőzésen lépett a pályára, ahol 4–0-s vereséget szenvedett csapata a címvédő és a későbbi győztes magyar válogatottól. 1968-69-ben hat alkalommal szerepelt a salvadori válogatottban vb-selejtező mérkőzésen és három gólt szerzett. Tagja volt az 1970-es mexikói világbajnokságon részt vevő csapatnak, de mérkőzésen nem szerepelt a tornán.